# 안도라의 유로 주화
이 문서는 안도라의 유로 주화에 대해 설명한다. 안도라는 2002년 이전까지 프랑스 프랑과 스페인 페세타를 안도라의 공식 통화로 정했는데 이들 통화가 유로로 대체되면서 유로 또한 안도라의 유일한 통화가 되었다.
유럽 연합 비회원국이면서도 유로 주화를 발행하는 모나코, 산마리노, 바티칸 시국과는 달리 안도라는 한동안 자국의 독자적인 유로 주화를 발행하지 않았다. 안도라는 2011년 6월 30일에 유럽 연합과 체결한 통화 협정에 따라 유로를 안도라의 공식 통화로 정했다. 이 협정은 2012년 4월 1일을 기해 시행되었다. 안도라는 2013년 7월 1일부터 독자적인 유로 주화를 주조할 수 있게 되었으며 2014년 1월 1일을 기해 안도라의 유로 주화가 발행되었다.
안도라 정부가 주최한 안도라의 유로 주화 디자인 공모전은 2013년 3월 19일에 시작되었으며 2013년 4월 16일에 마감되었다. 유로 주화 디자인 공모전 당선작은 2013년 5월 16일에 공개되었다.
안도라의 유로 주화는 4종류의 디자인으로 구성되어 있다. 1, 2, 5유로센트 주화에는 피레네산양, 10, 20, 50유로센트 주화에는 산타콜로마단도라 교회가 그려져 있으며 1유로 주화에는 카자 데 라 발, 2유로 주화에는 안도라의 국장이 그려져 있다. 원래 10, 20, 50유로센트 주화에는 산 마르티 데 라 코르티나다 성당에 있는 예수의 초상화도 그려넣을 계획이었으나 유럽 위원회가 종교적 중립을 유지하기 위한 차원에서 디자인을 변경할 것을 지시함에 따라 수정되었다.

## 안도라의 유로 주화 디자인
| € 0.01                | € 0.02        | € 0.05          |
| --------------------- | ------------- | --------------- |
|                       |               |                 |
| 피레네산양            |               |                 |
| € 0.10                | € 0.20        | € 0.50          |
|                       |               |                 |
| 산타콜로마단도라 교회 |               |                 |
| € 1.00                | € 2.00        | € 2 주화 모서리 |
|                       |               | 2와 별 2개      |
| 카자 데 라 발         | 안도라의 국장 |                 |